# Korczak-Preis der Deutschen Korczak-Gesellschaft
Der Janusz-Korczak-Preis, benannt nach Janusz Korczak, ist ein verliehener Preis für „herausragende Leistungen auf den Gebieten der Pädiatrie oder Kinderliteratur, der praktischen Erziehungsarbeit oder der Verbreitung des Vermächtnisses von Janusz Korczak“. Er wird von der Janusz-Korczak-Gesellschaft in Gießen verliehen und ist mit 500 Euro dotiert.

## Preisträger
- 1978: Andreas Mehringer. München
- 1979: Boguslaw Halikowski, Szczecin
- 1980: Shimon Sachs, Tel-Aviv
- 1983: Bella Abramowna Dizur, Riga
- 1985: Miriam Akavia, Tel-Aviv
- 1986: Igor Newerly, Warschau
- 1987: Jüdische Gemeinde Gießen
- 1988: Józef Bogusz, Krakau
- 1988: Leon Harari, Kibbuz Maale Hachamisha
- 1988: Rafael Scharf, London
- 1990: Szmuel Gogol, Ramat Gan
- 1993: Arkadiusz Nowak, Piastów
- 2008: Itzchak Belfer, Tel-Aviv
- 2011: Friedhelm Beiner, Mainz
- 2013: Freezone – Mannheim (Ute Schnebel, Andrea Schulz, Markus Unterländer)
- 2014: Experimentelles Theater Günzburg (Siegfried Steiger)
- 2017: Janusz Korczak-Schule, Welzheim
- 2019: Iwona Roszkowski, Roman Schaffner
- 2022: Marta Ciesielska, Leiterin des Korczakianums in Warschau